# Международная организация инвалидов
Междунаро́дная организа́ция инвали́дов (англ. Handicap International) — международная неправительственная некоммерческая организация, созданная в 1982 году для оказания помощи в лагерях беженцев в Камбодже и Таиланде; основная цель — помочь инвалидам и уязвимым слоям населения в условиях нищеты и изоляции, конфликтов и чрезвычайных ситуаций. Штаб-квартира находится во Франции; позднее появились 7 филиалов: в Бельгии (1986), Швейцарии (1996), Люксембурге (1997), Германии (1998), Великобритании (1999), Канаде (2003 г.) и США (2006), Беларусь (2009).
На 2012 год более 3600 сотрудников работали более чем в 60 странах мира.
Организация является членом Международного консорциума по инвалидности и развитию.

## Деятельность
Основные направления деятельности:
- Чрезвычайные ситуации. Handicap International помогает наиболее нуждающимся жертвам, в частности, людям с ограниченными возможностями, раненым и тем, кто борется с принудительным перемещением.
- Права инвалидов. Люди с ограниченными возможностями составляют около 15 % населения мира — более одного миллиарда человек, при этом 80 % людей с ограниченными возможностями проживают в развивающихся странах. Существует сильная связь между ограниченными возможностями и бедностью — инвалидность является как причиной, так и следствием нищеты.
- Здоровье и профилактика. Доступ к медицинской помощи является важным шагом к социальной интеграции. Будь то за счет профилактики заболеваний, приводящих к инвалидности, создания местных служб здравоохранения или оказания психологической поддержки, действия Handicap International служат одной цели: обеспечить шанс остаться здоровым каждому человеку.
- Включение в общественную жизнь. Handicap International работает с людьми с ограниченными возможностями, чтобы способствовать их включению в учебные, спортивные и культурные мероприятия, а также обеспечить доступ к занятости, лоббируют обеспечение равных возможностей в правительствах разных стран.
- Реабилитация. Помощь инвалидам в реабилитации.
- Наземные мины и кассетные бомбы. С февраля 2005 года Международная организация инвалидов призывает к запрету на кассетные боеприпасы и проведение научных исследований, документирующих антропогенное воздействие этого оружия, и является одним из основателей «Коалиции кассетных боеприпасов», международной негосударственной организации, которая работает для прекращения производства, накопления и применения кассетных боеприпасов. В феврале 2006 года Бельгия стала первой страной, принявшей такой запрет в результате пропагандистской работы Handicap International[6]. В 2010 году в силу вступила международная конвенция о запрете кассетных боеприпасов.

## Признание и награды
В 1996 году «в знак признания новаторского вклада организации в сторону облегчения страданий жертв противопехотных мин, за обеспечение протезов низкой стоимости для более 150 000 пациентов по всему миру, многие из которых беженцы, внутренне перемещенные лица или репатрианты», получила престижную Премию Нансена от Управления Верховного комиссара ООН по делам беженцев.
Международная организация инвалидов является одним из 6 членов-учредителей Международного движения за запрещение противопехотных мин, которое получило Нобелевскую премию мира в 1997 году.
В 2011 году Handicap International стала победителем Гуманитарной премии фонда Конрада Хилтона (англ. Conrad N. Hilton) размером 1,5 млн долларов, за «приверженность людям с ограниченными возможностями, проживающим в условиях бедности, конфликта или стихийного бедствия».